# Bill Wright (fumettista)
Bill Wright, nome completo William George Wright (Los Angeles, 4 ottobre 1917 – Los Angeles, 12 giugno 1984), è stato un fumettista statunitense.

## Carriera
Giunto agli studi Disney alla fine degli anni trenta, nel 1938 comincia ad inchiostrare le storie di Floyd Gottfredson realizzate per i quotidiani statunitensi, alternandosi a Ted Thwaites; collabora poi con Manuel Gonzales a partire dal 1942.
Nel 1947 comincia la sua collaborazione con la casa editrice Western Publishing, per la quale realizza numerose storie tra le quali Topolino nell'isola di Spettro (1947), Topolino e l'aeroporto della città morta (1948),Topolino e l'orchidea nera (1948), Topolino e la scoperta dell'Atlantide (1948), Topolino e il tesoro del rajah (1949) e Topolino in Gran Tassonia (1950), rifacimento dell'avventura di Gottfredson del 1937-38 Topolino sosia di re Sorcio.
Ha collaborato anche alla realizzazione delle storie di personaggi estranei al mondo Disney, come Picchiarello.